# College of the Arts (Windhoek)

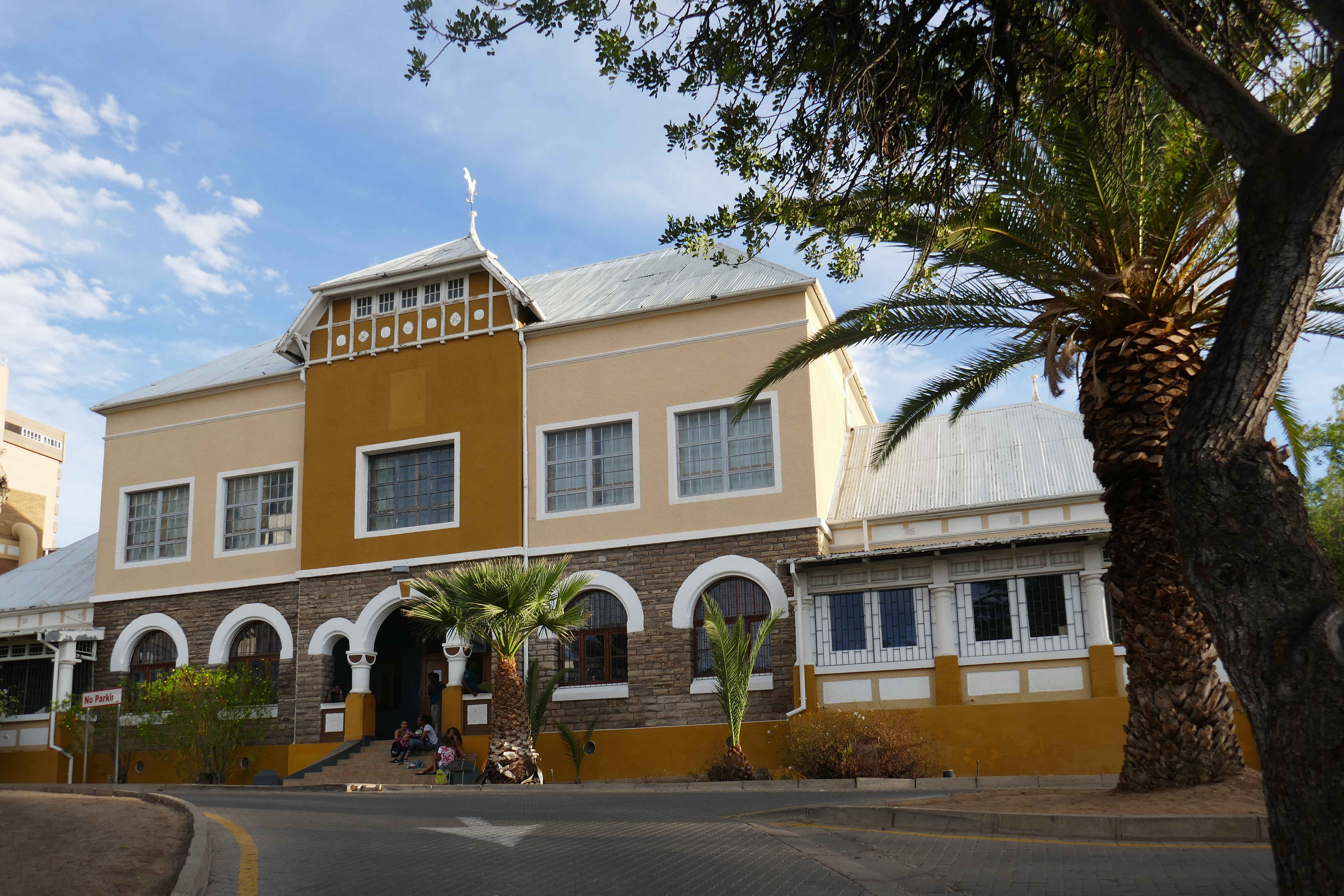
College of the Arts (2016)

Die Kunst- und Musikhochschule College of the Arts (COTA) ist eine Bildungseinrichtung im tertiären Bildungssektor Namibias. Sie steht unter der Schirmherrschaft des Grundbildungs- und Kulturministerium und untersteht nicht dem Ministerium für Höhere Bildung. Das Gebäude wurde Anfang des 20. Jahrhunderts als Volksschule von Wilhelm Sander entworfen.
COTA wurde 1971 von Deutschnamibiern als Konservatorium (Conservatoire of Music) gegründet. Seit 1990 trägt es seinen heutigen Namen. 300 bis 700 Studenten besuchen die Hochschule jährlich.
Wegen Etatkürzungen wurde der Vorlesungsbetrieb Anfang Juni 2017 eingeschränkt und Mitte Juni, nach anhaltenden Protesten, wieder aufgenommen. Zudem wurde eine Zuteilung zum Bildungsministerium angekündigt.